# Amiota minor
Amiota minor este o specie de muște din genul Amiota, familia Drosophilidae. A fost descrisă pentru prima dată de Malloch în anul 1921. Conform Catalogue of Life specia Amiota minor nu are subspecii cunoscute.